# Donato Bragadin
Donato Bragadin, o più precisamente Donato Bragadin di Giovanni, noto anche come Donato Veneziano (1400 circa – Venezia, 30 ottobre 1473), è stato un pittore italiano cittadino della Repubblica di Venezia.

## Biografia
Non rimangono notizie sulle sue origini né sulla sua formazione; la critica moderna lo considera comunque un seguace della cosiddetta "scuola di Murano", cioè della bottega dei Vivarini. Tantomeno di lui rimangono molte opere, fatto salvo il solo dipinto certo, il Leone di san Marco tra i santi Gerolamo e Agostino (1459) nella Sala Grimani del Palazzo Ducale di Venezia, e alcune tavole che talvolta emergono nel mercato antiquario. Nel pittore furono indicative le difficoltà di passaggio dal tardo gotico al primo rinascimento lagunare.
Le testimonianze documentali sulla sua attività sono solo leggermente più generose. Sansovino nella sua Venetia città nobilissima et singolare ricorda una prima opera (1438), la pala del Battesimo di Cristo nella chiesa di Santa Marina, già scomparsa prima della demolizione della chiesa. Ci rimane anche la notizia di un'associazione tra il Bragadin e Jacopo Bellini nel 1440, creata allo scopo di favorire la commercializzazione dei propri lavori ma presto cessata. Tra il 1445 ed il 1452 Donato risiedette a Zara accompagnato dai figli, anch'essi pittori o decoratori. Qui la bottega di famiglia eseguì la decorazione della cappella di Santa Anastasia nella cattedrale ma nulla oggi è rimasto.
Sansovino ancora ci rammenta una Madonna nel refettorio di Sant'Elena che Donato dipinse nel 1452, appena tornato a Venezia, e un ampio polittico più tardo (1460) per la chiesa di San Samuele, opere entrambe oggi scomparse. I documenti ci forniscono poche le altre notizie: nel 1468 abitava e aveva bottega presso San Lio, consentì al figlio Tommaso di aprire una propria bottega e morì a Venezia il 30 ottobre del 1473.